# 瀬戸英里奈
瀬戸 英里奈（せと えりな、9月28日 - ）は、日本の女性声優である。現在はホーリーピーク所属。兵庫県出身。

## 人物
- 兵庫県神戸市出身ではあるが、生まれはニュージーランドである。
- 趣味は寺社めぐり、カラオケ、映画、つけ麺手帳をつけること、ニコニコ動画をみること[1]。
- 特技は剣道、テニス、スノーボード[1]。
- アスレティックトレーナーの資格を取得している[1]。

## 来歴
大学を卒業後、ホーリーピーク・ボイス・アクターズスクールに入校する。
ホーリーピーク・ボイス・アクターズスクールを卒業後、そのまま、ホーリーピーク所属の声優となる。

### 劇団員として
一時、劇団「神保町界隈」で活動をする。
劇団「神保町界隈」の第三回公演「スタア誕生 エスター始動」にて、「MILKY WAY ANGEL」というユニットを結成し、「恋を食べて生きてるの」という挿入歌を歌っている。なお、この曲は現在も配信で購入できる。

## 出演

### ゲーム
2012年
- 海賊ファンタジア

2013年
- 対戦！パズル＆マジック（ラグナロス）

2014年
- 天空のクラフトフリート（ピアン、エリーナ）
- ファンタシースターオンライン2es（エンシェントクォーツ、ファニーブーケライフル）
- ぶん投げRPGかぶりん！
- 戦場のウエディング
- 刻のイシュタリア（死者を護る者アヌビス、天空の守護女神ハトホル、死と戦いの女神クロウ）
- 妖怪百姫たん!
- WORLD CLUB Champion Football 2013-2014（ナターシャ）

2015年
- 東京ファントム
- レイギガント（カイルの母親）
- パズルワンダーランド（ジン）

2016年
- デモンゲイズ2（レオ）
- 陰陽おとぎソール（地縛霊）

2017年
- ルナプリ from 天使帝國（セルフィ）
- 死印（有村クリスティ 他）

2018年
- THE KING OF FIGHTERS ALLSTAR（シェルミー）
- SNKヒロインズ 〜Tag Team Frenzy〜（シェルミー）

2022年
- THE KING OF FIGHTERS XV（シェルミー / オロチシェルミー）

### 吹き替え
- ラスト・ガン 地獄への銃弾（2014年、アリ）

### ラジオ
※はインターネット配信。
- アクターズゲート「でこぼこヒーローズ」（2013年4月8日 - 9月22日、超!A&G+※）

### インターネットテレビ
- KLabGames放送局（2015年11月18日 - 2018年7月25日、ニコニコ生放送、YouTube）

### 舞台
- 笑劇 妖怪たちの夜〜高尾山荘の惨劇〜（2014年1月18日、Geki地下Liberty）
- マケイヌバー（2014年2月13日 - 16日、新宿村LIVE）
- 神保町メイド喫茶人質監禁事件（2014年10月22日 - 26日、テアトルBONBON）
- スタア誕生 エスター始動（2015年10月7日 - 11日、テアトルBONBON）

### ナレーション
- Flick!On!TV YouTubeチャンネル「美人伝心」
- TVCM「口先番長VS 女子学生扁」
- WebCM「Klab株式会社 15年の歩み」
- TVCM「クリスタルファンタジア」

### その他
- WebCM「100日連続更新！エルダイスの地図 応援美女動画！」
- 「東京都防災啓発アニメ」韓国語担当
- ハミンゴ「ときめき♥千夜一夜」(クレオパトラ)
- 「かならず かなう かながわ」体感VR